# Паничкин, Николай Степанович
Николай Степанович Паничкин (22 декабря 1914, Лебедевка, Симбирская губерния — 9 февраля 1999, Борисполь, Киевская область) — полковник Советской Армии, участник Великой Отечественной войны, Герой Советского Союза (1946).

## Биография
Николай Паничкин родился 22 декабря 1914 года в селе Лебедевка (ныне — Сурский район Ульяновской области). Брат — Герой Советского Союза Михаил Степанович Паничкин. После окончания сельскохозяйственного техникума работал механиком. Параллельно с работой занимался в аэроклубе. В 1936 году Паничкин был призван на службу в Рабоче-крестьянскую Красную Армию. В 1940 году окончил Челябинское военное авиационное училище лётчиков-наблюдателей. С начала Великой Отечественной войны — на её фронтах. В боях был тяжело ранен. В 1942 году окончил Высшую школу лётной подготовки.
К маю 1945 года гвардии капитан Николай Паничкин был заместителем штурмана 329-го гвардейского бомбардировочного авиаполка 2-й гвардейской бомбардировочной авиадивизии 2-го гвардейского бомбардировочного авиакорпуса 18-й воздушной армии. К тому времени он совершил 248 боевых вылетов на бомбардировку важных объектов противника в его глубоком тылу, нанеся ему большие потери.
Указом Президиума Верховного Совета СССР от 15 мая 1946 года за «образцовое выполнение боевых заданий командования на фронте борьбы с немецкими захватчиками и проявленные при этом отвагу и геройство» гвардии капитан Николай Паничкин был удостоен высокого звания Героя Советского Союза с вручением ордена Ленина и медали «Золотая Звезда» за номером 6360.
После окончания войны Паничкин продолжил службу в Советской Армии. В 1954 году он окончил Высшие лётно-тактические курсы. В 1959 году в звании полковника Паничкин был уволен в запас. Проживал и работал в городе Борисполь Киевской области Украины. Скончался 9 февраля 1999 года.

## Награды
Был награждён двумя орденами Ленина, четырьмя орденами Красного Знамени, орденом Отечественной войны 1-й степени, двумя орденами Красной Звезды и рядом медалей.

## Память
В 2020 году Астрадамовской средней школе, в которой учились братья Паничкины, присвоено имени Героев Советского Союза братьев Паничкиных.